# FC Groningen in het seizoen 2006/07
Voor FC Groningen begon het seizoen op 3 juli 2006, toen de eerste training plaatsvond. Daarmee begon ook de voorbereiding op het eerste seizoen in 14 jaar waarin FC Groningen UEFA Cup-wedstrijden zal spelen. In de eerste ronde werd de ploeg echter al uitgeschakeld door Partizan Belgrado.
Na 34 ronden eindigde FC Groningen op de achtste plaats op de ranglijst. Dit gaf recht op een plaats in de play-offs voor een ticket voor de UEFA Cup. In de eerste ronde van deze play-offs moest FC Groningen aantreden tegen Feyenoord. Over twee wedstrijden werd van Feyenoord gewonnen. In de finale van de play-offs voor een UEFA Cup-ticket won Groningen wederom, ditmaal van FC Utrecht. Dit resulteerde in het behalen van Europees voetbal in het seizoen 2007-2008.
Doelman Bas Roorda raakte in het voorjaar van 2007 zijn basisplaats kwijt aan Brian van Loo. Trainer Ron Jans besloot dat hij de vaste doelman van de Groningers in de competitiewedstrijd tegen FC Twente zou passeren. De 31-jarige Roorda verdedigde tot dat moment in alle wedstrijden het doel bij Groningen.

## Transfers

### Verkocht
| Naam            | Nieuwe club      |
| --------------- | ---------------- |
| Jeroen Lambers  | Falkirk          |
| Gijs Luirink    | AZ               |
| Danny Buijs     | Feyenoord        |
| Mathias Florén  | IF Elfsborg      |
| Stefano Seedorf | Apollon Limassol |

### Aangetrokken
| Naam             | Afkomstig van             | Contract tot |
| ---------------- | ------------------------- | ------------ |
| Brian van Loo    | Heracles Almelo           | 30-06-2008   |
| Ondřej Švejdík   | FK Mladá Boleslav         | 30-06-2010   |
| Rasmus Lindgren  | Ajax                      | 30-06-2010   |
| Goran Lovre      | Anderlecht                | 30-06-2008   |
| Luis Suárez      | Club Nacional de Football | 30-06-2011   |
| Marnix Kolder    | BV Veendam                | 30-06-2010   |
| Martijn Meerdink | AZ                        | 30-06-2009   |

### Verhuurd
| Naam         | Nieuwe club  | Contract tot |
| ------------ | ------------ | ------------ |
| Kiran Bechan | FC Den Bosch | 30-06-2008   |
| Jack Tuyp    | FC Volendam  | 30-06-2009   |
| Glen Salmon  | NAC Breda    | 30-06-2007   |

### Gehuurd
| Naam              | Eigendom van | Gehuurd tot |
| ----------------- | ------------ | ----------- |
| Donovan Slijngard | Ajax         | zomerstop   |

## Voorbereiding
| datum | thuis           | uit                 | uitslag | doelpuntenmaker(s) |
| ----- | --------------- | ------------------- | ------- | --- |
| 07/07 | FC Ter Apel '96 | FC Groningen        | 0-16    | Nevland 4×, Salmon 2×, Lovré 2×, Buijs, Lindgren, Kuqi, Fledderus, Levchenko, Krohne, Bechan, eigen doelpunt                          |
| 08/07 | VV Alteveer     | FC Groningen        | 0-20    | Lovre 3×, Nevland 3×, Salmon 3×, Lindgren 2×, Seedorf 2×, Fledderus, Van de Laak, Cornelisse, Buijs, Bechan, Matthijs, eigen doelpunt |
| 12/07 | SC Scheemda     | FC Groningen        | 0-20    | Nevland 4×, Krohne 3×, Buijs 3×, Van de Laak 3×, Seedorf 2×, Lindgren 2×, Lovré, Salmon, Cornelisse                                   |
| 15/07 | FC Groningen    | Falkirk FC          | 1-0     | Cornelisse |
| 20/07 | VV Nieuw Buinen | FC Groningen        | 1-7     | Lovré 2×, Salmon 2×, Cornelisse, Kuqi, Van de Laak                                                                                    |
| 22/07 | FC Groningen    | FC Porto            | 2-2     | Nevland 2× |
| 26/07 | FC Groningen    | BV Veendam          | 0-1     | |
| 29/07 | FC Groningen    | FC Emmen            | 3-0     | Salmon, vd Linden, Nevland |
| 04/08 | FC Groningen    | Stormvogels/Telstar | 5-1     | Suárez 3×, Cornelisse, Buijs |
| 11/08 | FC Groningen    | Aston Villa         | 2-2     | Buijs, Levchenko |

## Eredivisie

### Wedstrijden
| datum | thuis            | uit              | uitslag | doelpuntenmaker(s)                                         | plaats in competitiestand |
| ----- | ---------------- | ---------------- | ------- | ---------------------------------------------------------- | ------------------------- |
| 20/08 | FC Groningen     | Feyenoord        | 3-0     | Nevland, Van de Laak, Salmon                               | 3                         |
| 27/08 | N.E.C.           | FC Groningen     | 1-1     | Salmon                                                     | 5                         |
| 10/09 | FC Groningen     | Heracles Almelo  | 2-1     | Van de Laak, Levchenko, (Kruiswijk e.d)                    | 3                         |
| 17/09 | Sparta Rotterdam | FC Groningen     | 0-1     | Seedorf                                                    | 2                         |
| 24/09 | FC Groningen     | RKC Waalwijk     | 1-1     | Nevland                                                    | 4                         |
| 01/10 | FC Groningen     | Vitesse          | 4-3     | Suárez 2×, Van de Laak, Levchenko                          | 3                         |
| 14/10 | Ajax             | FC Groningen     | 3-2     | Levchenko, Suárez                                          | 4                         |
| 22/10 | SC Heerenveen    | FC Groningen     | 4-2     | Levchenko 2×                                               | 6                         |
| 25/10 | FC Groningen     | Excelsior        | 2-1     | Nevland 2×                                                 | 4                         |
| 29/10 | NAC Breda        | FC Groningen     | 0-0     |                                                            | 5                         |
| 04/11 | FC Groningen     | Roda JC          | 2-1     | Nevland, Suárez                                            | 5                         |
| 12/11 | FC Twente        | FC Groningen     | 7-1     | Lovre                                                      | 6                         |
| 19/11 | FC Groningen     | Willem II        | 4-1     | Nevland 2×, Levchenko, Salmon                              | 6                         |
| 26/11 | FC Groningen     | ADO Den Haag     | 2-5     | Lovre, Nevland                                             | 6                         |
| 03/12 | FC Utrecht       | FC Groningen     | 3-0     |                                                            | 6                         |
| 09/12 | FC Groningen     | PSV              | 0-2     |                                                            | 7                         |
| 16/12 | AZ               | FC Groningen     | 2-0     |                                                            | 8                         |
| 22/12 | Heracles Almelo  | FC Groningen     | 0-1     | Lovre                                                      | 7                         |
| 26/12 | FC Groningen     | Sparta Rotterdam | 0-1     |                                                            | 7                         |
| 30/12 | RKC Waalwijk     | FC Groningen     | 0-2     | Lovre, Nevland                                             | 7                         |
| 21/01 | Vitesse          | FC Groningen     | 3-2     | Suárez 2×                                                  | 8                         |
| 28/01 | FC Groningen     | Ajax             | 2-3     | Levchenko, Suárez                                          | 11                        |
| 02/02 | FC Groningen     | SC Heerenveen    | 1-1     | Van der Linden                                             | 11                        |
| 09/02 | Excelsior        | FC Groningen     | 0-2     | Lovre, Suárez                                              |                           |
| 18/02 | FC Groningen     | AZ               | 1-1     | Nevland                                                    | 9                         |
| 24/02 | PSV              | FC Groningen     | 1-0     |                                                            |                           |
| 02/03 | FC Groningen     | NAC Breda        | 3-1     | Fledderus, Nevland, Van de Laak                            |                           |
| 10/03 | Willem II        | FC Groningen     | 3-0     |                                                            |                           |
| 18/03 | FC Groningen     | FC Twente        | 1-1     | Suárez                                                     | 10                        |
| 30/03 | Roda JC          | FC Groningen     | 0-1     | Lovre                                                      | 10                        |
| 08/04 | Feyenoord        | FC Groningen     | 0-4     | Lovre 2×, Van de Laak 2×                                   | 8                         |
| 15/04 | FC Groningen     | N.E.C.           | 4-1     | Levchenko 2×, Svejdik, Suárez                              | 8                         |
| 22/04 | ADO Den Haag     | FC Groningen     | (0-3)   | gestaakt na 49 minuten wegens vuurwerk – Nevland 2×, Lovre |                           |
| 25/04 | ADO Den Haag     | FC Groningen     | 1-3     | wedstrijd hervat in Univé Stadion, Emmen                   | 8                         |
| 29/04 | FC Groningen     | FC Utrecht       | 0-2     |                                                            | 8                         |

### Eindstand
| №  | Club             | WG | W  | G  | V  | DV | DT | +/– | Punten |
| -- | ---------------- | -- | -- | -- | -- | -- | -- | --- | ------ |
|    | PSV              | 34 | 23 | 6  | 5  | 75 | 25 | +50 | 75     |
| 2  | Ajax             | 34 | 23 | 6  | 5  | 84 | 35 | +49 | 75     |
| 3  | AZ Alkmaar       | 34 | 21 | 9  | 4  | 83 | 31 | +52 | 72     |
| 4  | FC Twente        | 34 | 19 | 9  | 6  | 67 | 37 | +30 | 66     |
| 5  | sc Heerenveen    | 34 | 16 | 7  | 11 | 60 | 43 | +17 | 55     |
| 6  | Roda JC          | 34 | 15 | 9  | 10 | 47 | 36 | +11 | 54     |
| 7  | Feyenoord        | 34 | 15 | 8  | 11 | 56 | 66 | –10 | 53     |
| 8  | FC Groningen     | 34 | 15 | 6  | 13 | 54 | 54 | 0   | 51     |
| 9  | FC Utrecht       | 34 | 13 | 9  | 12 | 41 | 44 | –3  | 48     |
| 10 | NEC Nijmegen     | 34 | 12 | 8  | 14 | 36 | 44 | –8  | 44     |
| 11 | NAC Breda        | 34 | 12 | 7  | 15 | 43 | 54 | –11 | 43     |
| 12 | Vitesse          | 34 | 10 | 8  | 16 | 50 | 55 | –5  | 38     |
| 13 | Sparta Rotterdam | 34 | 10 | 7  | 17 | 40 | 66 | –26 | 37     |
| 14 | Heracles Almelo  | 34 | 7  | 11 | 16 | 32 | 64 | –32 | 32     |
| 15 | Willem II        | 34 | 8  | 7  | 19 | 31 | 64 | –33 | 31     |
| 16 | Excelsior        | 34 | 8  | 6  | 20 | 43 | 65 | –22 | 30     |
| 17 | RKC Waalwijk     | 34 | 6  | 9  | 19 | 33 | 60 | –27 | 27     |
| 18 | ADO Den Haag     | 34 | 3  | 8  | 23 | 40 | 72 | –32 | 17     |

### Statistieken
Bijgaand een overzicht van de spelers die FC Groningen vertegenwoordigden in de Eredivisie in het seizoen 2006/07 en onder leiding van trainer-coach Ron Jans als achtste eindigden.
| Naam                   | Min.  | Duels | B  | Werd in het veld gebracht | Werd van het veld gehaald | Goal | Kreeg geel | Kreeg voor de tweede keer geel en dus rood | Weggestuurd |
| ---------------------- | ----- | ----- | -- | ------------------------- | ------------------------- | ---- | ---------- | ------------------------------------------ | ----------- |
| Erik Nevland           | 2521' | 31    | 31 | 0                         | 14                        | 13   | 2          | 0                                          | 0           |
| Rasmus Lindgren        | 2594' | 30    | 30 | 0                         | 4                         | 0    | 5          | 0                                          | 1           |
| Goran Lovre            | 1732' | 30    | 19 | 11                        | 10                        | 8    | 2          | 0                                          | 0           |
| Gibril Sankoh          | 2678' | 30    | 30 | 0                         | 2                         | 0    | 5          | 0                                          | 0           |
| Evgeniy Levchenko      | 2391' | 29    | 27 | 2                         | 4                         | 9    | 6          | 0                                          | 0           |
| Bas Roorda             | 2592' | 29    | 28 | 1                         | 0                         | 0    | 0          | 0                                          | 0           |
| Bruno Silva            | 2253' | 29    | 25 | 4                         | 6                         | 0    | 2          | 0                                          | 0           |
| Luis Suárez            | 2312' | 29    | 26 | 3                         | 6                         | 10   | 7          | 0                                          | 0           |
| Antoine van der Linden | 2466' | 28    | 28 | 0                         | 4                         | 1    | 2          | 0                                          | 0           |
| Arnold Kruiswijk       | 2168' | 25    | 24 | 1                         | 0                         | 0    | 2          | 0                                          | 0           |
| Koen van de Laak       | 1748' | 25    | 22 | 3                         | 12                        | 7    | 3          | 0                                          | 0           |
| Yuri Cornelisse        | 991'  | 22    | 8  | 14                        | 2                         | 0    | 0          | 0                                          | 0           |
| Ondřej Švejdík         | 1628' | 22    | 18 | 4                         | 3                         | 1    | 3          | 0                                          | 0           |
| Mark-Jan Fledderus     | 1359' | 18    | 16 | 2                         | 8                         | 1    | 5          | 0                                          | 0           |
| Glen Salmon            | 737'  | 17    | 6  | 11                        | 2                         | 3    | 2          | 0                                          | 0           |
| Mathias Florén         | 703'  | 13    | 8  | 5                         | 2                         | 0    | 2          | 0                                          | 0           |
| Stefano Seedorf        | 448'  | 12    | 3  | 9                         | 2                         | 1    | 0          | 0                                          | 0           |
| Paul Matthijs          | 569'  | 11    | 5  | 6                         | 2                         | 0    | 1          | 0                                          | 0           |
| Martijn Meerdink       | 447'  | 10    | 5  | 5                         | 4                         | 0    | 3          | 0                                          | 0           |
| Marnix Kolder          | 123'  | 7     | 1  | 6                         | 1                         | 0    | 0          | 0                                          | 0           |
| Danny Holla            | 497'  | 6     | 6  | 0                         | 3                         | 0    | 1          | 0                                          | 0           |
| Brian van Loo          | 468'  | 6     | 6  | 0                         | 1                         | 0    | 1          | 0                                          | 0           |
| Danny Buijs            | 180'  | 2     | 2  | 0                         | 0                         | 0    | 0          | 0                                          | 0           |
| Donovan Slijngard      | 17'   | 2     | 0  | 2                         | 0                         | 0    | 0          | 0                                          | 0           |
| Robbin Kieft           | 0     | 1     | 0  | 1                         | 0                         | 0    | 0          | 0                                          | 0           |
| Ewald Koster           | 13'   | 1     | 0  | 1                         | 0                         | 0    | 0          | 0                                          | 0           |
| Marcel Pannekoek       | 15'   | 1     | 0  | 1                         | 0                         | 0    | 0          | 0                                          | 0           |
|                        |       |       |    |                           |                           |      |            |                                            |             |
| Rogier Krohne          | 0     | 0     | 0  | 0                         | 0                         | 0    | 0          | 0                                          | 0           |
| Koert Thalen           | 0     | 0     | 0  | 0                         | 0                         | 0    | 0          | 0                                          | 0           |

## Nacompetitie

### Wedstrijden
| Ronde        | Datum      | Wedstrijd                 | Uitslag |
| ------------ | ---------- | ------------------------- | ------- |
| Tweede ronde | 10.05.2007 | FC Groningen – Feyenoord  | 2–1     |
| Tweede ronde | 13.05.2007 | Feyenoord – FC Groningen  | 1–1     |
| Derde ronde  | 17.05.2007 | FC Utrecht – FC Groningen | 0–2     |
| Derde ronde  | 20.05.2007 | FC Groningen – FC Utrecht | 2–1     |

### Statistieken
Bijgaand een overzicht van de spelers die FC Groningen vertegenwoordigden in de nacompetitie in het seizoen 2006/07.
| Naam                   | Min. | Duels | B | Werd in het veld gebracht | Werd van het veld gehaald | Goal | Kreeg geel | Kreeg voor de tweede keer geel en dus rood | Weggestuurd |
| ---------------------- | ---- | ----- | - | ------------------------- | ------------------------- | ---- | ---------- | ------------------------------------------ | ----------- |
| Arnold Kruiswijk       | 360' | 4     | 4 | 0                         | 0                         | 0    | 1          | 0                                          | 0           |
| Evgeniy Levchenko      | 282' | 4     | 4 | 0                         | 2                         | 1    | 1          | 0                                          | 0           |
| Erik Nevland           | 360' | 4     | 4 | 0                         | 0                         | 1    | 0          | 0                                          | 0           |
| Gibril Sankoh          | 360' | 4     | 4 | 0                         | 0                         | 1    | 1          | 0                                          | 0           |
| Bruno Silva            | 296' | 4     | 3 | 1                         | 0                         | 0    | 0          | 0                                          | 0           |
| Luis Suárez            | 360' | 4     | 4 | 0                         | 0                         | 3    | 1          | 0                                          | 0           |
| Ondřej Švejdík         | 179' | 4     | 2 | 2                         | 1                         | 0    | 0          | 0                                          | 0           |
| Antoine van der Linden | 353' | 4     | 4 | 0                         | 1                         | 0    | 0          | 0                                          | 0           |
| Brian van Loo          | 334' | 4     | 4 | 0                         | 1                         | 0    | 0          | 0                                          | 0           |
| Goran Lovre            | 226' | 3     | 3 | 0                         | 1                         | 1    | 0          | 0                                          | 0           |
| Martijn Meerdink       | 229' | 3     | 3 | 0                         | 2                         | 0    | 2          | 0                                          | 0           |
| Koen van de Laak       | 168' | 3     | 1 | 2                         | 0                         | 0    | 3          | 0                                          | 0           |
| Yuri Cornelisse        | 14'  | 2     | 0 | 2                         | 0                         | 0    | 0          | 0                                          | 0           |
| Mark-Jan Fledderus     | 78'  | 2     | 0 | 2                         | 0                         | 0    | 2          | 0                                          | 0           |
| Danny Holla            | 153' | 2     | 2 | 0                         | 2                         | 0    | 1          | 0                                          | 0           |
| Paul Matthijs          | 169' | 2     | 2 | 0                         | 1                         | 0    | 1          | 0                                          | 0           |
| Bas Roorda             | 26'  | 1     | 0 | 1                         | 0                         | 0    | 0          | 0                                          | 0           |
| Donovan Slijngard      | 13'  | 1     | 0 | 1                         | 0                         | 0    | 0          | 0                                          | 0           |

## UEFA Cup
| datum | thuis        | uit          | uitslag | doelpuntenmaker(s) |
| ----- | ------------ | ------------ | ------- | ------------------ |
| 14/09 | FK Partizan  | FC Groningen | 4-2     | Fledderus, Suárez  |
| 28/09 | FC Groningen | FK Partizan  | 1-0     | Van de Laak        |

## KNVB Beker
| datum | thuis        | uit       | uitslag | doelpuntenmaker(s) |
| ----- | ------------ | --------- | ------- | ------------------ |
| 20/09 | FC Groningen | TOP Oss   | 2-1     | Lindgren, Suárez   |
| 07/11 | FC Groningen | NAC Breda | 1-3     | Levchenko          |

ADO Den Haag ·
Ajax ·
AZ ·
Excelsior ·
Feyenoord ·
FC Groningen ·
sc Heerenveen ·
Heracles Almelo ·
NAC Breda ·
N.E.C. ·
PSV ·
RKC Waalwijk ·
Roda JC ·
Sparta Rotterdam ·
FC Twente ·
FC Utrecht ·
Vitesse ·
Willem II